# Prša
Prša (maďarsky Perse) je obec na Slovensku v okrese Lučenec. Nachází se v jihovýchodní části Lučenské kotliny. Leží na železniční trati Zvolen–Košice. V obci je římskokatolický kostel Panny Marie Růžencové (byl postaven v novorománském slohu v roce 1913).

## Historie
V katastru obce bylo odkryto osídlení z pozdní doby kamenné. Našlo se i žárové pohřebiště pilinské kultury, dále žárové hroby keltských bojovníků, slovansko-avarské pohřebiště ze 7.–8. století a staromaďarské pohřebiště. První písemná zmínka o obci (Perzehaza) je z roku 1439. V 16. století se členila na Horní a Dolní Pršu. V letech 1554 až 1593 byla oblast pod tureckou okupací. Kolem roku 1655 byla vesnice zničena ve válečném chaosu a obnovena byla jako osada až v roce 1680. Od roku 1725 je Prša obcí. V roce 1828 zde bylo 25 domů a 237 obyvatel, kteří byli zaměstnáni jako rolníci. V 19. století zde byl velkostatek v majetku rodu Coburgů. Do roku 1918 byla obec součástí Uherska. V letech 1938 až 1944 byla kvůli první vídeňské arbitráži součástí Maďarska. V roce 1957 byla z obce vyčleněna osada Buzitka. Při sčítání lidu v roce 2011 zde žilo 197 obyvatel, z toho 140 Maďarů, 33 Slováků a jeden Čech. 23 obyvatel neuvedlo žádné informace o své etnické příslušnosti.